# Відкритий чемпіонат США з тенісу 2015
Відкритий чемпіонат США з тенісу 2015 проходив з 31 серпня по 13 вересня 2015 року на відкритих кортах Тенісного центру імені Біллі Джин Кінг у парку Флашинг-Медоуз у районі Нью-Йорка Квінз. Це четвертий, останній турнір Великого шолома календарного року. 
Переможцями попереднього турніру були Марин Чилич в одиночному розряді серед чоловіків та Серена Вільямс серед жінок. На початок турніру Серена Вільямс володіла всіма чотирма титулами Великого шолома й могла здійснити календарний Великий шолом, але поступилася в півфіналі Роберті Вінчі.

## Результати

### Дорослі
Чоловіки, одиночний розряд
- Новак Джокович переміг  Роджера Федерера, 6–4, 5–7, 6–4, 6–4

Жінки, одиночний розряд
- Флавія Пеннетта перемогла  Роберту Вінчі 7-67-4, 6-2

Чоловіки, парний розряд
- П'єр-Юг Ербер /  Ніколя Маю перемогли пару  Джеймі Маррей /  Джон Пірс, 6–4, 6–4

Жінки, парний розряд
- Мартіна Хінгіс /  Саня Мірза перемогли пару  Кейсі Деллаква /  Ярослава Шведова, 6-3, 6-3

Мікст
- Мартіна Хінгіс /  Леандер Паес перемогли пару  Бетані Маттек-Сендс /  Сем Кверрі, 6–4, 3–6, [10–7]

### Юніори
Хлопці, одиночний розряд
- Тейлор Гаррі Фріц переміг  Томмі Пола, 6–2, 6–7(4–7), 6–2

Дівчата, одиночний розряд
- Дальма Гальфі перемогла  Софію Кенін, 7–5, 6–4

Хлопці, парний розряд
- Фелікс Оже-Аліассім /  Денис Шаповалов перемогли пару  Брендон Голт /  Райлі Сміт, 7–5, 7–6(7–3)

Дівчата, парний розряд
- Вікторія Кужмова /  Опександра Поспєлова перемогли пару  Ганна Калінська /  Анастасія Потапова, 7–5, 6–2